# بیست سال انتظار
بیست سال انتظار فیلمی به کارگردانی مهدی رئیس فیروز و نویسندگی احمد نجیب زاده محصول سال ۱۳۴۵ است.

## خلاصه داستان
مریم فرزندش مجید را سر راه می‌گذارد و مردی به نام عباس آقا و همسرش فاطمه کودک را بزرگ می‌کنند. فرید، شوهر مریم از زندان مرخص می‌شود، و مدتی بعد صاحب ثروت کلانی می‌شود. مجید و دوستش حسن با گروهی سارق به رهبری غفار همکاری می‌کند. روزی مجید وارد خانهٔ فرید می‌شود و در اتاق هایده پناه می‌گیرد، و به تدریج به او علاقه‌مند می‌شود. عباس، که پدر و مادر واقعی مجید را شناخته، نامه افشاکننده ای به مجید می‌دهد تا به فرید برساند.

## بازیگران
- شهلا ریاحی
- بهروز وثوقی
- سارا
- علی محزون
- احمد قدکچیان
- محسن آراسته
- فریدون نریمان
- شهرام شکوفنده
- یدالله محمدی‌نژاد
- فریده اشراق
- تبریزی
- رضا هوشمند
- سیروس گرجستانی
- مجید شهباز
- شمس اله
- ابراهیم
- سعید
- مهدی رئیس فیروز
- روح اله مفیدی